# Кара Ташо
 Тази статия е за воденския войвода.  За други значения вижте Кара Ташо (пояснение).  
Атанас Караташов, наричан Брадата, Ташо Островски, Кара Ташо, Караташо, е български революционер, воденски войвода на Вътрешната македоно-одринска революционна организация.

## Биография
Карата наша вуйвода

Су негув'та дружина,

И мойто братче су негу

Кръстенъ ми байракъ носѣше,

Ону най-напредъ одѣше

И на гората думише:

Гору ле, гору зилена,

Дали си вишла кумитѣ?

Защо си гору повината?

Зиму дуйдѣя дърваре

Се ми изсичея;

Лету дуйдѣя

Увчаре се ми изпасѣя;

Оти гу нѣма Карата,

Карата наша вуйвода.
```
Жално плаче и тѫгува
```

Воденски районъ, —

Гръмъ отъ малихеръ се чува

Низъ Пожарски стръменъ склонъ.

Караташо старъ войвода

Въ гъстия балканъ.

С'отборъ момци за свобода

Летатъ биятъ мръсна сганъ

Заплакаха буки ясни

Паднаха въ боя млади красни

Фоте, Танасъ, Туше, Христо

Лежатъ в'гроба тамъ

Да се биемъ намъ ни викатъ.

Ясно слънце вечъ изгрѣя,

Турци вдигатъ шумъ,

Че в'гърдитѣ имъ ударя

Всѣки български куршумъ.
Кара Ташо е роден през 1850 година във воденското село Острово, тогава в Османската империя. Присъединява се към ВМОРО през 1902 година и е войвода във Воденско, като негов секретар е Димитър Занешев. Участва в Илинденско-Преображенското въстание като воденски войвода, а също и в голямото сражение в местността Пожарски дол, възпято в песен.
След въстанието Кара Ташо действа като подвойвода на воденския войвода Лука Иванов. Устройва засада на гръцкия андартски капитан Епаминондас Гарнетас два дни след нападението му над воденското село Техово на 26 ноември 1904 година. При Саракиново и Долно Родиво двете чети се срещат, андартите са разбити и бягат в Поляни.
| Чета на Кара Ташо, 17 април 1904, допълван списък от Иван Мутафов | Чета на Кара Ташо, 17 април 1904, допълван списък от Иван Мутафов | Чета на Кара Ташо, 17 април 1904, допълван списък от Иван Мутафов |
| Име                                                               | Родно място                                                       | Бележка                                                           |
| ----------------------------------------------------------------- | ----------------------------------------------------------------- | ----------------------------------------------------------------- |
| 1. Наце                                                           | Русилово                                                          | убит                                                              |
| 2. Геле                                                           | Острово                                                           | секретар на четата, убит                                          |
| 3. Дине                                                           | Жерви                                                             |                                                                   |
| 4. Мице                                                           | Нисия                                                             | убит                                                              |
| 5. Ичо                                                            | Нисия                                                             |                                                                   |
| 6. Ване Хаджиев                                                   | Месимер                                                           | убит                                                              |
| 7. Ване                                                           | Месимер                                                           | ранен в ръката                                                    |
| 8. Геле                                                           | Месимер                                                           | убит                                                              |
| 9. Ристо                                                          | Патчинските колиби                                                | влах, убит                                                        |
| 10. Пандо                                                         | Звезда                                                            | арнаутин, убит                                                    |
| 11. Наси                                                          | Под                                                               | арнаутин, убит                                                    |
| 12. Кольо Димев                                                   | Кронцелево                                                        | убит                                                              |
| 13. Аджията                                                       | Кронцелево                                                        | убит                                                              |
| 14. Ташо                                                          | Кронцелево                                                        | убит                                                              |
| 15. Гули                                                          | Кронцелево                                                        | убит                                                              |
| 16. Коле                                                          | Воден                                                             | неизвестно къде                                                   |
| 17. Ичко Хр. Шаламанов                                            | Техово                                                            | убит                                                              |
| 18. Ичко Хр. Пърлев                                               | Тресино                                                           | ранен в корема                                                    |
| 19. Мице                                                          | Тресино                                                           | неизвестно къде                                                   |
| 20. Доне Дачев                                                    | Пожарско                                                          | убит                                                              |
| 21. Георги                                                        | Пожарско                                                          | убит                                                              |
| 22. Писольот                                                      | Долно Родиво                                                      | убит                                                              |
| 23. Кара Ташо                                                     | Долно Родиво                                                      | убит                                                              |
| 24. Иван Мутафов                                                  | Русе                                                              | ранен в корема, оцелял                                            |
| 25. Савов                                                         | Горно или Долно Селце                                             | убит                                                              |
| 26. Вани                                                          | Воден                                                             |                                                                   |
| 27. Туше                                                          | Воден                                                             |                                                                   |
| 28. Вани                                                          | Воден                                                             |                                                                   |
| 29. Иван Алеков                                                   | Севлиево                                                          | влязъл в четата по-късно, ранен                                   |
| 30. Васил                                                         | София                                                             | влязъл в четата по-късно, убит                                    |
| 31. Ангел                                                         | Кюстендилско                                                      | влязъл в четата по-късно, убит                                    |

През май 1905 година четата на Кара Ташо се прехвърля в съседната област Марихово и в село Ивени за наказание убива майката и сестрата на андарта Петър Сугарев. Кара Ташо загива заедно с Лука Иванов на 25 (13) август 1906 година при село Сборско в бой с гръцката андартска чета на Константинос Гарефис, който впоследствие също умира.